# Ray Henwood
Pour les articles homonymes, voir Henwood.
Charles Raymond Henwood, dit Ray Henwood, né le 19 janvier 1937 à Swansea au Pays de Galles et mort le 26 août 2019 à Wellington (Nouvelle Zélande), est un acteur de théâtre, télévision et de cinéma britannique naturalisé néo-zélandais .

## Biographie
Ray Henwood se trouve à Wellington en 1964 au moment de la naissance du théâtre professionnel en Nouvelle-Zélande. Il joue beaucoup de rôles importants, tels qu'Othello. Il participe également à la création du deuxième théâtre professionnel de Wellington, Le Circa.

## Filmographie
- 1991 : The End of the Golden Weather : Révérend Thirle
- 1994 : Créatures célestes : Professeur
- 2008 : Second Hand Wedding
- 2009 : Separation City
- 2012 : Le Hobbit : Un voyage inattendu
- 2013 : Le Hobbit : La Désolation de Smaug

## Télévision
- The Legend of William Tell

### Source
- Dictionnaire encyclopédique du Théâtre, Éd. Bordas p. 405